# Maria-de-peito-machetado
Falso-tódi-do-bambu ou maria-de-peito-marchetado (Hemitriccus flammulatus) é uma espécie de ave da família Tyrannidae.
Pode ser encontrada nos seguintes países: Bolívia, Brasil e Peru.
Os seus habitats naturais são: florestas subtropicais ou tropicais húmidas de baixa altitude.